# Кампанаріо (Бадахос)
Кампанаріо (ісп. Campanario) — муніципалітет в Іспанії, у складі автономної спільноти Естремадура, у провінції Бадахос. Населення — 5354 особи (2010).
Муніципалітет розташований на відстані близько 240 км на південний захід від Мадрида, 120 км на схід від Бадахоса.
На території муніципалітету розташовані такі населені пункти: (дані про населення за 2010 рік)
- Кампанаріо: 5278 осіб
- Ла-Гуарда: 76 осіб

## Демографія
Динаміка населення (INE ):